# Ярославський зоопарк
Ярославський зоопарк — найбільший зоопарк Росії. Ярославський зоопарк — перший в Росії і країнах СНД зоопарк ландшафтного типу, розташований у Заволзькому районі міста Ярославля, поблизу Смоленського бору.
Офіційно відкрито 20 серпня 2008 року в рамках підготовки до 1000-річчя Ярославля. Загальна площа зоопарку склала понад 67 гектарів, на день відкриття було освоєно близько 14, колекція тоді містила понад 450 екземплярів тварин більш ніж 200 видів.
Станом на літо 2018 року зоопарк займав 120 гектарів землі, на якій розмістилося більше ніж 1000 видів загальною чисельністю 3300 особин. За перше півріччя цього року його відвідало майже 150 тисяч осіб.
У зоопарку є «контактна» ділянка, де можна ближче познайомитися з деякими тваринами. Працює демонстраційно-навчальний центр «Ковчег», де юні відвідувачі можуть подружитися з нешкідливими видами тварин і краще їх пізнати.
Директор зоопарку з моменту заснування — Теймураз Кукуриєвич Бараташвілі.